# Phorm
Phorm (ранее 121Media) — компания, известная своими программными технологиями контекстной рекламы. Phorm была создана в Делавэре, но планировала сменить регистрацию на Сингапур в 2012 году. Основана в 2002 году, некоторое время компания занималась распространением программ, считающихся шпионским ПО (spyware), на чем заработала миллионы долларов. После жалоб от групп пользователей США и Канады она остановила распространение этих программ. Компания проводила переговоры с несколькими интернет-провайдерами в Великобритании, предлагая им системы таргетинга рекламы на основе информации о всех сайтах и страницах, посещённых их пользователями. В настоящее время Phorm сотрудничает с провайдерами Oi, Telefonica (Бразилия), Romtelecom (Румыния), и TTNet (Турция).
Предлагаемая компанией рекламная система Webwise, является сервисом поведенческого таргетинга (сходным с NebuAd), который использует системы инспекции пакетов для анализа всего интернет-трафика пользователей. Phorm заверяет, что все собранные данные должны быть анонимны и не должны использоваться для идентификации пользователей, а сервисы Phorm даже включат в себя защиту от фишинга . Несмотря на такие заверения, создатель сети World Wide Web и директор World Wide Web Consortium, сэр Тим Бернерс-Ли и многие другие высказались резко против того, чтобы Phorm отслеживал все посещаемые сайты и интернет-привычки пользователей.
Интернет-провайдер BT Group обвинялся в том, что секретно от пользователей проводил испытания рекламного сервиса у десятков тысяч собственных клиентов.
На настоящий момент компания Phorm закрыта во всех странах.